# Evžen Amler
Evžen Amler (* 15. května 1958 Praha) je badatelem v oblasti tkáňového inženýrství a vyučujícím na 6 fakultách vysokých škol (2.LF UK, FBMI ČVUT, UCEEB ČVUT, FTVS UK, FSpS MU, FT TUL). Ředitel nanotechnologické firmy Nanoeast Gmbh Zittau.

## Vědecká činnost
V současnosti se věnuje tkáňovému inženýrství, nanotechnologiím, řízenému dodávání léčiv a kvalitě vnitřního prostředí inteligentních budov. V minulosti se zaměřoval také na proteinové inženýrství. Je vedoucím Ústavu biofyziky 2. lékařské fakulty UK a do roku 2018 byl vedoucí vědecký pracovník Ústavu experimentální medicíny AV ČR.

## Fotbalový rozhodčí
Jako asistent se nejdříve zúčastnil Mistrovství světa ve fotbale U20 v roce 1997, a dále pak Mistrovství světa ve fotbale v letech 1998 a 2002, při druhém z nich spolurozhodoval semifinále mezi Německem a Jižní Koreou. Byl nasazován na zápasy Ligy mistrů a mezistátních kvalifikací. Dnes stojí v čele Unie fotbalových rozhodčích. Je spoluzakladatelem vysokoškolského oboru Rozhodčí kolektivních sportů na Masarykově univerzitě v Brně.